# كريس آدامز (لاعب كرة قدم أمريكية)
كريس آدامز (بالإنجليزية: Kris Adams)‏ هو لاعب كرة قدم أمريكية أمريكي، ولد في 4 سبتمبر 1987 في فورت وورث في الولايات المتحدة.

## وصلات خارجية
- كريس آدامز على موقع مرجع كرة القدم المحترفة.كوم (الإنجليزية)